# Geostiba graveyardensis
Geostiba graveyardensis är en skalbaggsart som beskrevs av Roberto Pace 1997. Geostiba graveyardensis ingår i släktet Geostiba och familjen kortvingar. Inga underarter finns listade i Catalogue of Life.